# Pietrzaki
Pietrzaki – wieś w Polsce położona w województwie śląskim, w powiecie lublinieckim, w gminie Herby.
W latach 1975–1998 miejscowość administracyjnie należała do województwa częstochowskiego.
Od 1864 roku Pietrzaki wchodziły w skład gminy Dźbów powiatu częstochowskiego – w guberni piotrkowskiej Królestwa Kongresowego, od 1919 w województwie kieleckim, od 1950 w województwie katowickim (1953-1956 województwo stalinogrodzkie). W 1952 roku zostały włączone do powiatu lublinieckiego. W miejscowości znajduje się użytek ekologiczny – torfowisko o powierzchni 0,94ha „Bagienko w Pietrzakach” oraz dwie lipy będące pomnikami przyrody. 